# Lukang
Lukang o Lugang (鹿港鎮T) è una cittadina urbana di Taiwan.
È localizzata nel nord-ovest della Contea di Changhua e si affaccia sulla costa ovest dell'isola, sullo Stretto di Formosa. Il nome della città deriva dal commercio di pelli di cervo durante il periodo olandese. Lukang è stato un importante porto nel diciottesimo e diciannovesimo secolo ed è stata la città più popolosa della zona centrale di Taiwan fino all'inizio del ventesimo secolo. Nel marzo 2012, è stata nominata una delle 10 piccole città turistiche dal Ministero del turismo di Taiwan.
La città contiene molti antichi templi, come il Longshan Temple e il Matzu Temple e più di 200 templi dedicati a diverse divinità popolari. La città è anche l'orige dei termini ē-káng (下港) e téng-káng (頂港) usati rispettivamente per riferirsi al sud e al nord di Taiwan e che significano letteralmente sotto il porto e sopra il porto.
La città comprende 29 villaggi: Dayou, Zhongxing, Luojin, Shunxing, Pulun, Xingong, Yushun, Tungshi, Guocuo, Yongan, Jingfu, Taixing, Zhangxing, Xinghua, Longshan, Caiyuan, Jiewei, Zhaoan, Haipu, Yangcuo, Caozhong, Tounan, Shanlun, Dingpan, Toulun, Gouqi, Liaocuo, Tungqi and Dingcuo.

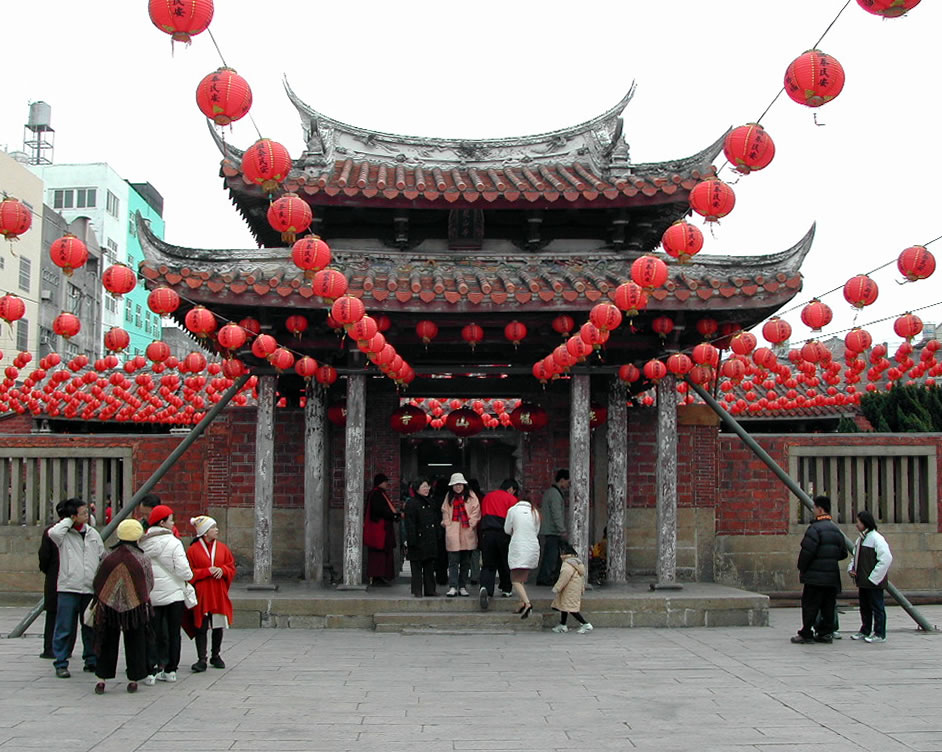
Longshan Temple
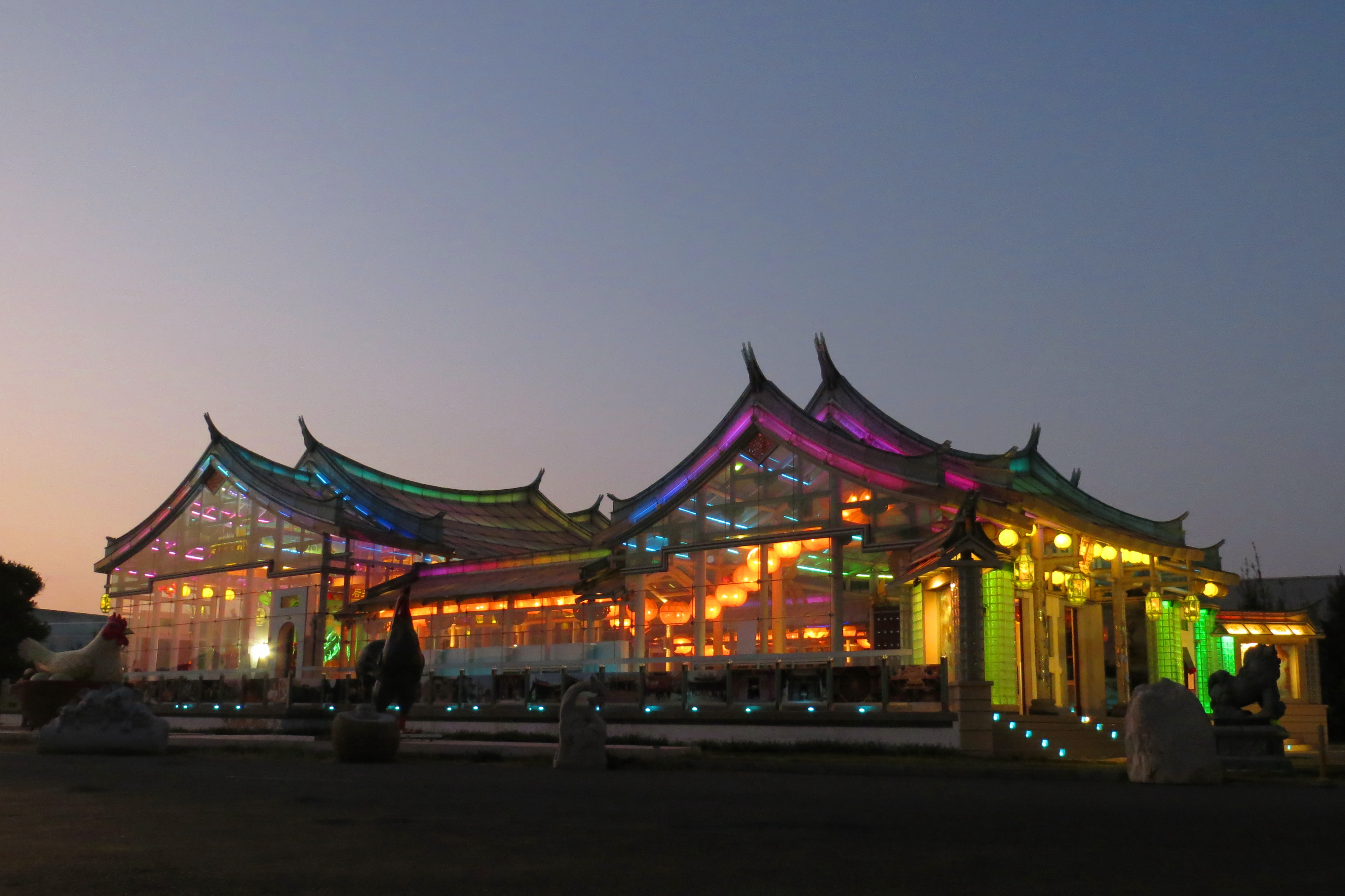
Mazu Temple